# Anabremia bellevoyei
Anabremia bellevoyei är en tvåvingeart som först beskrevs av Jean-Jacques Kieffer 1896.  Anabremia bellevoyei ingår i släktet Anabremia och familjen gallmyggor. Inga underarter finns listade i Catalogue of Life.